# ジュリア・アン
ジュリア・アン（Julia Ann、1969年10月8日 - ）は、アメリカ合衆国出身のポルノ女優およびストリッパー。AVN殿堂及びXRCO殿堂を受賞している。

## 経歴
ビビッド・エンターテインメントという事務所との専属契約を交わしたうえで、アンドリュー・ブレイクの『ヒドゥン・オブセッションズ』で1993年にポルノ映画に初出演。1999年に新たにデジタル・プレイグラウンド社と契約し、2002年になるとウィックド・ピクチャーズ社に鞍替えした。

## 私生活
熱心な動物愛護運動家で、長期にわたってPETAの一員であった。ポルノ監督のマイケル・レイヴンと2003年に結婚。

## 受賞

### AVNアワード
- 1994 Best All-Girl Sex Scene - Film for Hidden Obsessions
- 2000 Best All-Girl Sex Scene - Film for Seven Deadly Sins
- 2004 Best Actress - Video for Beautiful
- 2004 AVN殿堂顕彰
- 2007 Best Scene – Video for The Big Dirty Pazon
- 2013 MILF/Cougar Performer of the Year
- 2017 Mainstream Star of the Year
- 2021 Most Outrageous Sex Scene - Film for Ministry Of Evil Sc. 3: Threesome Nun

### XRCO賞
- 1993 Best Girl-Girl Scene for Hidden Obsessions
- 2009 MILF of The Year[1]
- 2012 XRCO殿堂顕彰